# Esquemas de Mayor

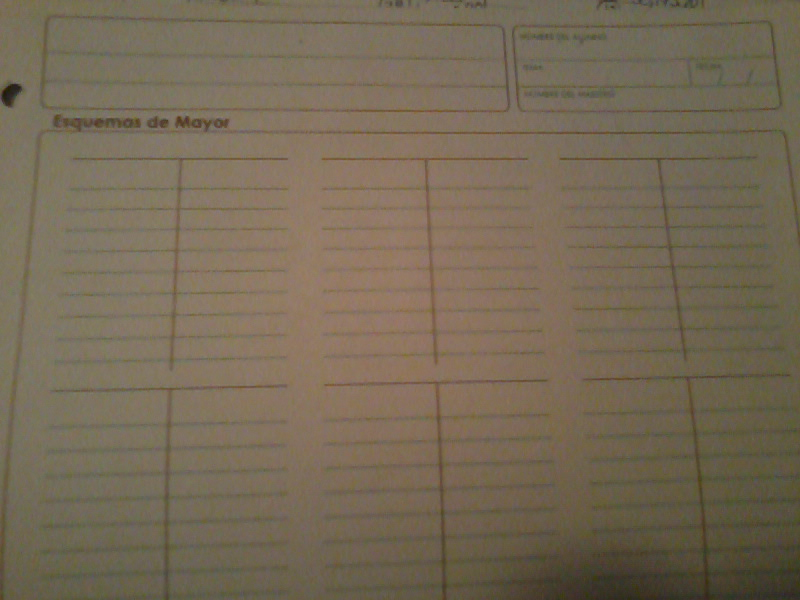
Como es una hoja de Esquemas de mayor

Esquemas de Mayor es un registro de transacciones financieras para determinar el resultado de una o varias operaciones (cuentas) en forma de apunte. 
Se manejan las llamadas cuentas T por la forma en la que están estructuradas, ya que en la parte de arriba se pone el nombre de la cuenta que se esté manejando (puede ser capital, bancos, clientes, etc.), en donde el lado izquierdo se destina al debe que son costos y gastos, y el lado derecho al haber que son ingresos. En el momento de trasladar las cuentas del rayado diario a los esquemas de mayor para poder obtener el movimiento ya sea en el debe será deudor o en el haber será acreedor de cada cuenta (se suma las variaciones del debe y del haber de cada cuenta para obtener el movimiento) se sugiere que en cada cantidad se anote un número que indica la operación que se está trasladando para así, llevar un control y poder visualizar mejor cuales son los gastos, los costos y los ingresos de cada cuenta englobando todas las operaciones. Además se deben agregar los saldos que se colocan debajo del movimiento ya sea deudor o acreedor, estos saldos son la diferencia entre la suma de los movimientos y se coloca en donde la suma sea mayor ya sea en el movimiento deudor el saldo será deudor o en el movimiento acreedor que saldo será acreedor.

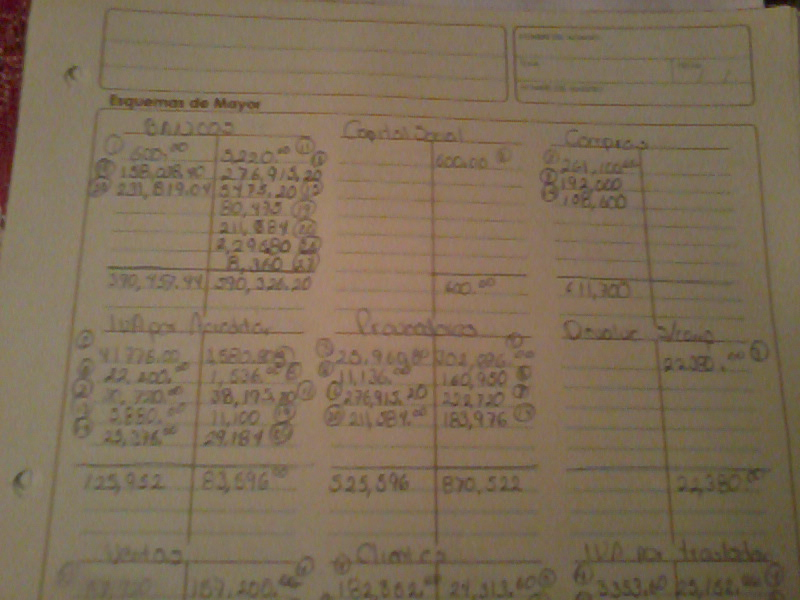
Ejemplo de debe y haber de varias cuentas

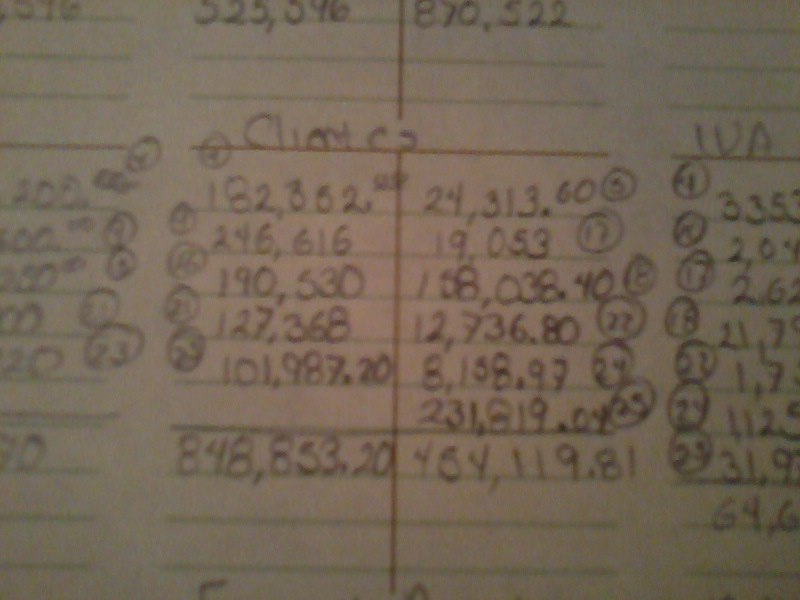
Ejemplo de como se acomodan el debe y el haber y como queda al momento de sumarlos

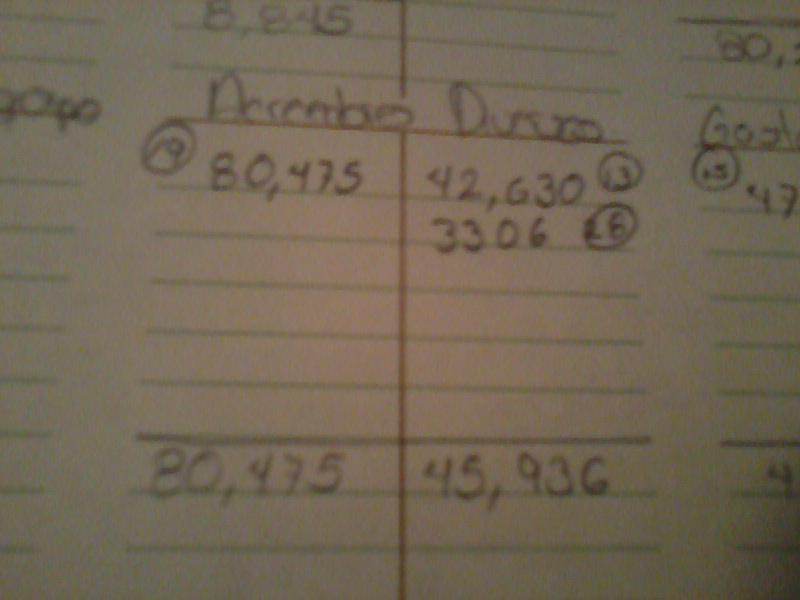
Ejemplo de como se acomodan el debe y el haber y como queda al momento de sumarlos

Para los esquemas de mayor no se requiere destinar una hoja a cada cuenta, sino simplemente un espacio apropiado ya que aproximadamente en una hoja caben 12 cuentas ya sean diferentes o similares dependiendo de la cantidad de operaciones que se anotarán.